# Faro di Godrevy
Il faro di Godrevy è un faro situato a Godrevy Island, un'isola della Cornovaglia. È una torre a base ottagonale in muratura di pietrame, alta 26 metri e dipinta di bianco, unita al fabbricato che aveva la funzione di deposito per il combustibile. I cottage che ospitavano i faristi sono stati demoliti.

## Storia
Al largo di St Ives si estende una serie di pericolosi scogli detti the stones ("le pietre", in inglese) che causarono molti incidenti. Il 30 novembre del 1854 il piroscafo NILE vi naufragò causando la morte di tutti i passeggeri e dei membri dell'equipaggio. In seguito all'incidente la popolazione e gli armatori fecero pressione perché si costruisse un faro, e nel 1859 Trinity House, l'autorità britannica per i fari, prese la decisione di erigerne uno a Godrevy Island. Il progetto fu affidato a James Walker, già progettista dei primi due fari di Bishop Rock ed il faro fu attivato già il 1º marzo dello stesso anno.
L'ottica originale era rotante e correva su una rotaia circolare mossa da un motore a gravità il cui moto è generato da un peso che scendeva in una cavità all'interno del muro perimetrale.
Il segnale rotante produceva un lampo bianco ogni 10 secondi con una portata di 17 miglia nautiche, mentre una luce rossa fissa con una portata di 15 miglia era visibile in direzione degli scogli. La conduzione era affidata a due guardiani.
Il faro era dotato anche di una campana per la nebbia, che veniva suonata ogni 5 secondi.

Nel 1939 l'ottica rotante viene sostituita con una nuova ottica fissa e venne installata una lampada ad acetilene; il faro venne automatizzato e i faristi abbandonarono la stazione. Nel 1995 il faro venne convertito all'energia solare con l'installazione di una lampada alogena alimentata da pannelli fotovoltaici. La portata della luce elettrica era di 12 miglia.

Nel 2005 Trinity House programmò la disattivazione del faro per il 2010 ma una petizione pubblica da parte delle autorità portuali, associazioni di pescatori ed altre organizzazioni ed autorità della Cornovaglia convinsero Trinity House a mantenere il faro in funzione, seppur riducendo la potenza della luce e di conseguenza la portata, che è ora di 10 miglia.

## Cultura
La scrittrice britannica Virginia Woolf passò alcuni periodi di vacanza a St Ives presso Talland House, una casa affittata dal padre: la vista del faro di Godrevy ispirò il suo romanzo Gita al faro (To the lighthouse) pubblicato per la prima volta nel 1927.